# Kudrjaschowski
Kudrjaschowski (russisch Кудряшовский) ist ein Dorf (posjolok) in Sibirien. Es gehört zur Oblast Nowosibirsk und hat 4559 Einwohner (Stand 2010).

## Geographie
Das Dorf mit einer Gesamtfläche von 970,3 Hektar liegt im östlichen Teil der Region Nowosibirsk, 9 km von Nowosibirsk entfernt, am linken Ufer des Ob.

## Geschichte
Es wurde 1903 gegründet. Im Jahr 1928 bestand es aus 10 Bauernhöfen, die Hauptbevölkerung sind Russen. Administrativ war er Mitglied des Gemeinderats von Bolsche-Kriwoschtschekowski im Rajon Bugrinski im Bezirk Nowosibirsk des Sibirischen Region.

## Bevölkerungsentwicklung
| Jahr | Einwohner |
| ---- | --------- |
| 1926 | 39        |
| 2002 | 3.986     |
| 2007 | 4.475     |
| 2010 | 4.559     |